# Axinaea scutigera
Axinaea scutigera är en tvåhjärtbladig växtart som beskrevs av José Jéronimo Triana. Axinaea scutigera ingår i släktet Axinaea och familjen Melastomataceae. Inga underarter finns listade i Catalogue of Life.